# Обала Свахили
Обала свахили (свах. Pwani ya Waswahili) је обално подручје Индијског океана у источној Африци насељено народом Свахили. Укључује Софалу (која се налази у Мозамбику ); Момбаса, Геде, острво Пате, Ламу и Малинди (у Кенији ); Дар ес Салам и Килва (у Танзанији). Поред тога, неколико приобалних острва је укључено у обалу Свахили, као на пример Занзибар и Комори.
Области онога што се данас сматра обалом Свахили су историјски биле познате као Азанија или Зингион у грчко-римско доба, и као Зањ или Зињ у блискоисточној, индијској и кинеској књижевности од 7. до 14. века. Реч Свахили на арапском значи људи са обала и изведена је од речи sawahil (обала).
Народ Свахили и сама култура формирани су од различите мешавине афричког и арапског порекла.
Свахили су били трговци и трговци и лако су апсорбовали утицаје других култура.
Историјски документи укључујући Периплус Еритрејског мора и дела Ибн Батуте описују друштво, културу и економију Свахили обале у различитим периодима историје. Обала Свахили има посебну културу, демографију, религију и географију, и као резултат тога — заједно са другим факторима, укључујући економске — у региону постоји растући сецесионизам.

## Историја

### Трговина робљем
Процењује се да је између 1450. и 1900. године нове ере, чак 17 милиона људи продато у ропство из Европе, Африке и Азије и превезено од стране азијских трговаца робљем кроз Средоземно море, Пут свиле, Индијски океан, Црвено море и пустињу Сахару . на удаљене локације. Чак 5 милиона њих је можда дошло из Африке, иако би већина била из западне Африке, а не из источне Африке. Пре 18. века, трговина робљем на источноафричкој обали била је прилично мала. Жене и деца су били преферирани јер су главне улоге поробљених особа у азијском свету биле кућне слуге и конкубине. Већина поробљених би била апсорбована у свахили домаћинства. Деца поробљених конкубина рођена су као слободни чланови очеве лозе без разлике, а ослобађање је било уобичајен чин побожности за старије муслимане. Низ устанака робова догодио се између 869. и 883. године нове ере у Басри, граду у данашњем Ираку, који се назива Занџ побуна. Поробљени Зањ су вероватно били транспортовани из јужнијих области источне Африке. Устанак је нарастао на више од 500.000 робова и слободних људи, који су коришћени у тешким пољопривредним пословима. Побуна Зањ је била герилски рат који су покренули робови против Абасида. Побуна је трајала 14 година. Робови са бројем од 15.000 нападали би градове, ослобађали робове и одузимали оружје и храну. Ове побуне су у великој мери дестабилизовале примат који су Абасиди имали над робовима. Током побуне, робови су, под вођством Алија ибн Мухамеда, заузели Басру и чак запретили да ће упасти у престоницу Багдад. Огромна већина побуњеника робова били су Црни Африканци, а побуне Занџа у 9. веку у Ираку су један од најбољих доказа о томе да је велики број људи продат у ропство из источне Африке. Као резултат овог устанка, Абасидски калифат је углавном одустао од масовног увоза робова из источне Африке.

### Ковани новац
На обали Свахили, ковање новчића може бити повезано са повећањем трговине у Индијском океану. Најранији новчићи имају много сличности са новчићима из Синда . Неки процењују да су новчићи ковани на обали Свахили још од средине 9. века до краја 15. века наше ере. Израда кованог новца је на овим просторима отпочела релативно касно, а многе друге културе су почеле да праве новчиће неколико векова раније. Постоје археолошки записи о страним новчићима који се користе у овој области, али је неколико новчића страног порекла ископано. Раније се веровало да су новчићи са обале Свахили персијског порекла, али сада се признаје да су то у ствари аутохтони новчићи. Новчићи пронађени на обали имају само натписе на арапском језику, а не на свахилију. Кованице из овог региона могу се сврстати у пет категорија: Сханга сребро, Танзанијско сребро, Килва бакар, Килва злато и Занзибар бакар. Сребро се не налази локално на свахили обали, па је метал морао да се увезе.

## Култура
Култура обале Свахили имала је јединствене карактеристике произашле из разноликости њених оснивача. Обала Свахили је у суштини била урбана цивилизација која се вртела око трговинских активности. Неколико појединаца на обали Свахили били су богати и чинили су елитну, владајућу класу. Ове елитне породице биле су инструменталне у обликовању урбаног живота на свахилију успостављањем муслиманског порекла, прихватањем ислама, финансирањем џамија у региону, подстицањем трговине и практиковањем изолације жена. Већина људи на обали Свахили била је мање богата и бавила се пословима као што су чиновници, занатлије, морнари и занатлије. Свахили култура је претежно исламска по религији. Археолошки записи показују да су џамије у градовима свахили изграђене још у осмом веку нове ере. Откривена су и муслиманска гробља сличне старости. Упркос томе што је била претежно муслиманска, култура је била изразито афричка, на шта указује употреба језика свахили. Овај језик је био углавном афрички, а карактерише га много арапских и персијских речи. Без обзира на њихов економски статус, Свахили су повукли јасну разлику између њих и људи из унутрашњости континента које су сматрали некултурним. Ова разлика је била важна у продаји у ропство Африканаца из суседних, немуслиманских заједница.
Рибе и шкољке су уобичајене у храни свахили обале због близине обале. Поред тога, често се користе кокоси и многи различити зачини, као и тропско воће. Арапски утицај се може видети у малим шољицама кафе које су доступне у околини и слатком месу које се може пробати. Арапски утицај се такође види у свахили језику, архитектури и дизајну чамаца, укључујући храну као што је горе поменуто.

### Језик
Свахили је lingua franca источне Африке и национални језик Кеније и Танзаније поред тога што је један од језика Афричке уније. Процене о броју говорника се веома разликују, али обично су око 50, 80 и 100 милиона људи. Свахили је Банту језик са јаким утицајем арапског, а сама реч свахили потиче од арапске речи сахил, што значи обала; Свахили што значи „људи на обали“. Неки сматрају да је свахили у потпуности банту језик са само неколико арапских позајмљеница, док други сугеришу да су се банту и арапски помешали у свахили. Претпоставља се да је мешање језика било олакшано мешовитим браковима између староседелаца и Арапа поред општих интеракција. Највероватније је свахили постојао у неком облику пре контакта са Арапима, али је тада био под великим утицајем. Синтакса свахили је веома слична оној других банту језика јер, као и други банту језици, свахили има пет самогласника (а,е,и,о,у).

### Религија
Примарна религија свахили обале је ислам. У почетку су се неортодоксни муслимани који су бежали од прогона у својим домовинама можда населили у региону, али је вероватно да је религија завладала преко арапских трговаца. Већина муслимана на обали Свахили су сунити, али многи људи настављају неисламске традиције. На пример, духови који доносе болест и несрећу се умирују и људи се сахрањују са вредним стварима. Осим тога, учитељима ислама је дозвољено да постану лекари; да су лекари пракса пренета из локалних племенских религија. Мушкарци носе заштитне амајлије са стиховима из Курана. Историчар П. Кертис је о исламу и свахили обали рекао: „Муслиманска религија је на крају постала један од централних елемената свахили идентитета“.

### Архитектура
Најраније познате џамије на обали Свахили изграђене су од дрвета и датирају из 9. века нове ере. Свахили џамије су обично мање него другде у муслиманском свету и имају мало украса. Поред тога, оне обично немају минарете или унутрашња дворишта. Куће за становање су обично биле грађене од цигли од блата и биле су углавном високе једноспратне. Често су имали две дугачке и уске собе. Унутрашњи део куће је често украшен резбареним оквирима око врата и прозорским решеткама. Веће куће понекад имају баште и воћњаке. Куће су грађене близу једна другој, што је резултирало кривудавим уским улицама.